# The Superstars
 (avril 2013).
Si vous disposez d'ouvrages ou d'articles de référence ou si vous connaissez des sites web de qualité traitant du thème abordé ici, merci de compléter l'article en donnant les références utiles à sa vérifiabilité et en les liant à la section « Notes et références ».
The Superstars est une émission de téléréalité sportive américaine en six épisodes diffusé entre le 23 juin et le 4 août 2009 sur le réseau ABC
Elle a été diffusée en Europe sur Extreme Sports Channel sous le titre Superstars USA.

## Tournage
Le 6 janvier 2009, le magazine américain Variety rapportait que Juma Entertainment et Blue Entertainment Sports TV se préparaient à produire une série en six épisodes pour ABC dont la diffusion commencerait le 23 juin 2009 et qui opposerait des équipes composées d'une célébrité et d'un athlète professionnel, l'une d'elles devant être éliminée chaque semaine. Le tournage s'est déroulé aux Bahamas.
Les participants sont:
| Classement       | Athlète           | Célébrité           |
| 1                | Kristi Leskinen   | Maksim Chmerkovskiy |
| 2                | Bode Miller       | Paige Hemmis        |
| 3                | Lisa Leslie       | David Charvet       |
| 4                | Brandi Chastain   | Julio Iglesias, Jr. |
| 5                | Jeff Kent         | Ali Landry          |
| Owens Abandon    | Terrell Owens     | Joanna Krupa        |
| 7                | Robert Horry      | Estella Warren      |
| Cortese Abandon  | Lisa Leslie       | Dan Cortese         |
| Capriati Abandon | Jennifer Capriati | David Charvet       |